# Szelenyia tamaricis
Szelenyia tamaricis är en stekelart som beskrevs av Maksymilian Nowicki 1940. Szelenyia tamaricis ingår i släktet Szelenyia och familjen hårstrimsteklar.
Artens utbredningsområde är Frankrike. Inga underarter finns listade i Catalogue of Life.